# Elisaveta Bagrjana
Elisaveta Bagrjana (bugarski: Елисавета Багряна, Sofija, 16. travnja 1893. – Sofija, 23. ožujka 1991.) rođena kao Elisaveta Ljubomirova Belčeva (bugarski: Елисавета Любомирова Белчева ), bugarska književnica. Zajedno s Dorom Gabe (1886. – 1983.) smatra se jednom od "prvih dama bugarske ženske književnosti".

## Životopis
Elisaveta je išla u školu u selu Aftani, gdje je iskusila seoski život, od 1910. do 1911. godine, nakon čega je studirala slavensku filologiju na Sveučilištu u Sofiji. Njene prve pjesme Zašto ("Защо") i Večernja pjesma ("Вечерна песен") objavljene su 1915. u časopisu Suvremena misao ("Съвременна мисъл").
Tek nakon završetka Prvog svjetskog rata uistinu je ušla u književni svijet, u vrijeme kada je poezija prolazila kroz transformaciju. Do 1921. godine, bila je već aktivna u književnom životu, te između ostalog surađuje s novinama Časopis za žene ("Вестник на жената") i magazinom Suvremenik  ("Съвременник").
Prvu knjigu Vječna i sveta ("Вечната и святата") izdala je 1927. godine. Također je počela pisati dječje priče. Radovi su joj prevedeni na više od 30 jezika. Godine 1943., 1944. i 1945. godine je bio nominirana za Nobelovu nagradu za književnost. Godine 1969. osvojila je zlatnu medalju Nacionalne udruge pjesnika u Rimu.
Bila je prijatelj s Petrom Russévom, ocem brazilske političarke Dilme Rousseff, kao je bila prva žena predsjednica Brazila.

## Važnije zbirke
- Vječna i sveta (Večnata i svjatata, 1927.),
- Zvijezda mornara (Zvezda na morjaka, 1932.),
- Srce ljudsko (Sarce čoveško, 1936.),
- Kontrapunkti (1972.),
- Dugosvirajuća ploča o ljubavi (Dalgosvirešta ploča za ljubovta, 1984.).

## Vanjske poveznice
- Virtualna knjižnica bugarska književnost online.